# Kıvanç Tatlıtuğ
Kıvanç Tatlıtuğ (Adana, 27 ottobre 1983) è un attore e modello turco.

## Biografia
Kıvanç Tatlıtuğ è nato il 27 ottobre 1983 nella città di Adana, in Turchia del sud, da madre Nurten Tatlıtuğ e da padre Erdem Tatlıtuğ, e ha altri quattro fratelli: Tugay,  İpek, Cem e Melisa. È di origine albanese e bosniaca da parte di padre e di Edirne da parte di madre. È stato inviato a Yenice Çağ Private High School dalla sua famiglia, dove eccelse nel basket. Per motivi di salute di suo padre, che in seguito si trasferì a Istanbul in modo da ottenere un trattamento adeguato, si unì al club sportivo Ülkerspor come giocatore di pallacanestro.

## Carriera

### Pallacanestro
Kıvanç Tatlıtuğ mentre era ad Adana, ha giocato a basket in club come Fiskobirlik, Güney Sanayi, Çukurova Club, State Hydraulic Works e Tarsus American Club. Dopo aver ricevuto un'offerta dall'Ülkerspor, ha giocato lì per due anni. Poi ha giocato per un anno nel Beşiktaş e un anno nel Fenerbahçe. Tornato di nuovo al Beşiktaş, la sua carriera cestistica si è conclusa dopo che si è infortunato durante l'allenamento.

### Carriera professionale

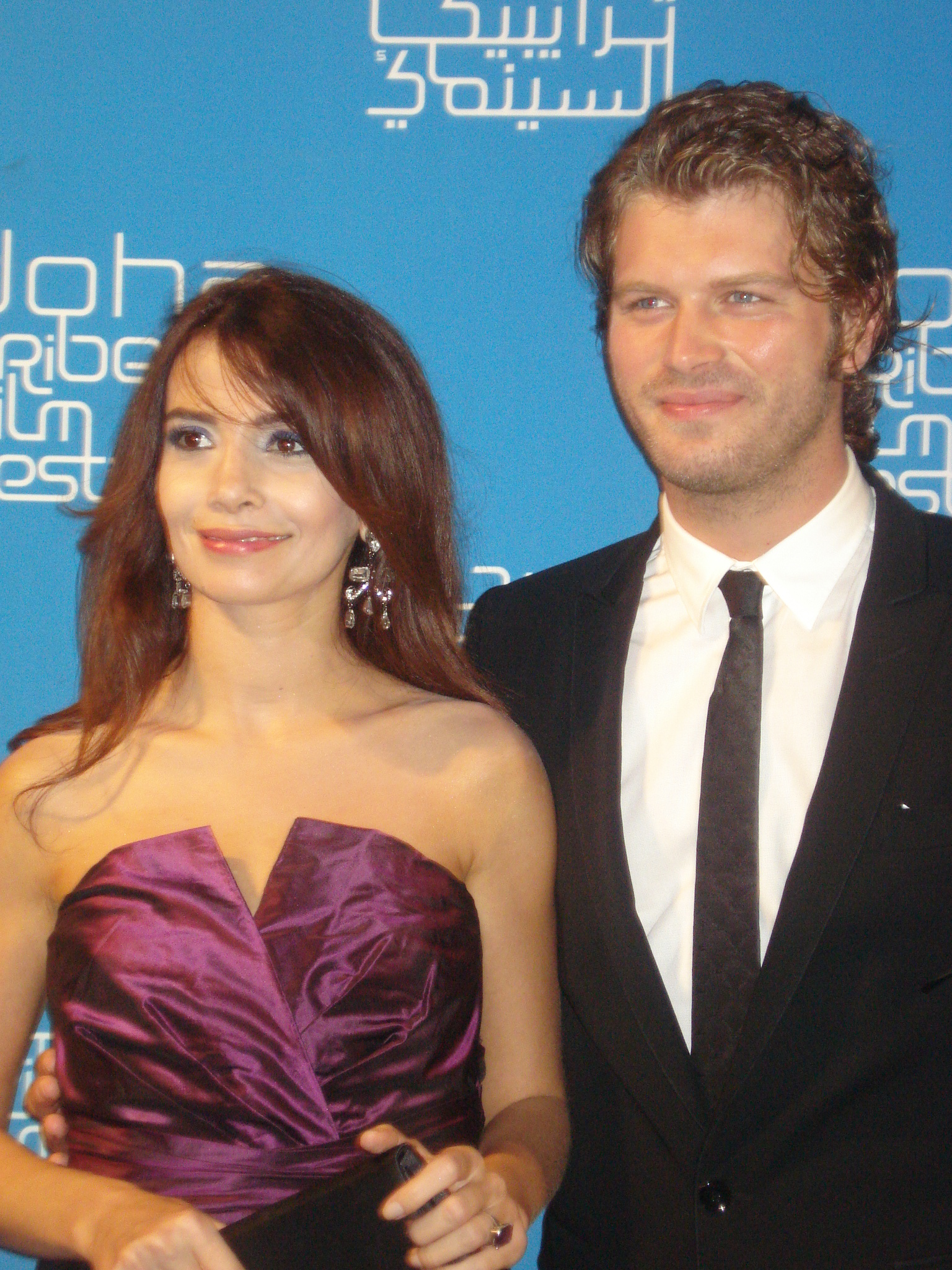
Kıvanç Tatlıtuğ e Songül Öden nel Qatar nel 2009.

Kıvanç Tatlıtuğ grazie a sua madre che inviò delle foto, fu scelto da un'agenzia di modelli e, nell'ottobre 2001, vinse il Best model of the world. Da allora ha lavorato come modello professionista e attore. Ha anche ospitato alcuni concorsi e spettacoli. Ha studiato alla Yenice Çağ Private High School, dove eccelleva nel basket. Nel 2013 si è laureato alla Istanbul Kultur University.
Un punto di svolta nella sua carriera è stato quando ha recitato in Gümüş come Mehmet Şadoğlu. Appena un anno più tardi dopo la sua trasmissione finale in Turchia, Mehmet divenne Mohannad nella versione doppiata popolare del melodramma turco Noor. Il AlArab online, ha dichiarato che l'attore è diventato un rubacuori per molte donne arabe. Ha recitato nel film commedia Amerikalılar Karadeniz'de 2 diretto da Kartal Tibet. Ha anche recitato in altri spettacoli come Menekşe ile Halil dove ha lavorato a fianco di Sedef Avcı. Ha vinto il Altın Kelebek Award per il miglior attore in un ruolo da protagonista per la sua performance in Ask-i Memnu con Beren Saat. Nel 2009 gira la seconda stagione di Ask-i Memnu. Mentre nel 2010 ha recitato una parte in Ezel con l'amico e attore Kenan İmirzalıoğlu e nel 2011 ha cominciato la serie di successo Kuzey Güney su Kanal D finita nel giugno 2013 a fianco di Buğra Gülsoy e Öykü Karayel. Nel 2014 la serie La ragazza e l'ufficiale (Kurt Seyit ve Şura), tratta dall'omonimo romanzo di Nermin Bezmen che narra di una storia vera dell'amore fiorito ma non compiuto tra Seyit il turco e Şura, una giovane russa.
È stato nominato come il Brad Pitt del Medio Oriente per la sua popolarità nel mondo arabo. Ha dichiarato in un'intervista che non gli piace questo soprannome che usano gli stranieri. È stato scelto come Sexy Man turco su un sondaggio condotto dal quotidiano turco Hürriyet nel mese di luglio 2009.
Nel 2013 ha anche recitato nel film Kelebeğin Rüyası con il regista e attore Yılmaz Erdoğan, Belçim Bilgin, Mert Fırat e Farah Zeynep Abdullah. Qui recitava il ruolo del grande poeta turco Muzaffer Tayyip Uslu che morì di tubercolosi.
Ha vinto due Golden Butterfly Awards come miglior attore protagonista per la sua interpretazione in Aşk-ı Memnu e Kuzey Güney. Ha interpretato il poeta Muzaffer Tayyip Uslu nel film drammatico Butterfly Dream con Farah Zeynep Abdullah. Ha vinto gli Yeşilçam Cinema Awards come miglior attore protagonista e altri premi per la sua interpretazione di Muzaffer Tayyip Usl. Nel 2016 e nel 2017 ha interpretato il ruolo di Cesur Alemdaroğlu nella serie Brave and Beautiful (Cesur ve Güzel), insieme all'attrice Tuba Büyüküstün. Nel 2018 e nel 2019 ha ricoperto il ruolo di Kadir Adalı nella serie Çarpışma. Nel 2022 ha interpretato il ruolo di Arman nella web serie di Netflix Yakamoz S-245. Nel 2023 e nel 2024 è stato scelto per interpretare il ruolo di Aslan Soykan nella serie The Family (Aile), accanto all'attrice Serenay Sarıkaya.

## Vita privata
Kıvanç Tatlıtuğ nel 2013 ha iniziato una relazione con la stilista Başak Dizer, con la quale si è sposato il 19 febbraio 2016 a Parigi. Nel 2022 la coppia ha avuto un figlio che si chiama Kurt Efe.

## Filmografia

### Cinema
- Amerikalilar Karadeniz'de 2, regia di Kartal Tibet (2007)
- Kelebegin Rüyasi, regia di Ismail Ciydem e Yılmaz Erdoğan (2013)
- Mio figlio (Hadi be Oğlum), regia di Bora Egemen (2018)
- Organize İşler 2: Sazan Sarmalı, regia di Yılmaz Erdoğan (2018)
- Il festival dei cantastorie (Âşıklar Bayramı), regia di Özcan Alper (2022)
- Boğa Boğa, regia di Onur Saylak (2023)
- Ultima chiamata per Istanbul, regia di Gönenç Uyanık (2023)

### Televisione
- Gümüş – serie TV, 100 episodi (2005-2007)
- Menekşe ile Halil – serie TV, 36 episodi (2007-2008)
- Ask-i Memnu – serie TV, 79 episodi (2008-2010)
- Ezel – serie TV, 4 episodi (2010)
- Kuzey Güney – serie TV, 80 episodi (2011-2013)
- La ragazza e l'ufficiale (Kurt Seyit ve Şura) – serie TV, 21 episodi (2014)
- Brave and Beautiful (Cesur ve Güzel) – serie TV, 32 episodi (2016-2017)
- Çarpışma – serie TV, 24 episodi (2018-2019)
- Into the Night – serie TV, 1 episodio (2021)
- Yakamoz S-245 - serie TV, 7 episodi (2022)
- The Family (Aile) – serie TV, 30 episodi (2023-2024)

## Doppiatori italiani
Nelle versioni in italiano dei suoi film e delle sue serie TV, Kıvanç Tatlıtuğ è stato doppiato da:
- Maurizio Merluzzo[19] in Brave and Beautiful[20]
- Emiliano Coltorti[21] in Yakamoz S-245[22]
- Gabriele Vender[23] in La ragazza e l'ufficiale[24], The Family[25], Mio figlio
- Stefano Crescentini in Ultima chiamata per Istanbul[26]

## Riconoscimenti

### Attore
- Associazione dei giornalisti radiotelevisivi (Oscar RTGD)
  - 2011: Vincitore come Attore dell'anno per la serie Kuzey Güney[27]
- Çanakkale Onsekiz Mart University
  - 2012: Vincitore come Attore televisivo più ammirato per la serie Kuzey Güney
- Club d'affari dell'Università di Galatasaray
  - 2012: Vincitore come Miglior attore televisivo dell'anno per la serie Kuzey Güney
- Comune di Esenler
  - 2012: Vincitore come Miglior attore per la serie Kuzey Güney[28]
- ELLE Style Awards
  - 2010: Vincitore come Attore più elegante per la serie Aşk-ı Memnu
- Festival arabo internazionale di Dubai
  - 2017: Vincitore come Miglior coppia insieme a Tuba Büyüküstün per la serie Brave and Beautiful (Cesur ve Güzel)
- İstek Özel Semiha Şakir Lisesi
  - 2009: Vincitore come Miglior attore per la serie Aşk-ı Memnu
- Lettori della rivista Milliyet Art
  - 2014: Vincitore come Miglior attore per il film Kelebeğin Rüyası[29]
- MGD 18º Premio Obiettivo d'Oro
  - 2012: Vincitore come Miglior attore drammatico televisivo dell'anno per la serie Kuzey Güney
- MGD 19º Premio Obiettivo d'Oro
  - 2013: Vincitore come Miglior attore cinematografico per il film Kelebeğin Rüyası[30]
- Pantene Golden Butterfly Awards
  - 2008: Vincitore come Miglior attore per la serie Aşk-ı Memnu
  - 2009: Vincitore come Miglior attore per la serie Aşk-ı Memnu
  - 2012: Vincitore come Miglior attore per la serie Kuzey Güney
- Premi Burç Anadolu per le scuole superiori professionali di comunicazione
  - 2012: Vincitore come Miglior attore per la serie Kuzey Güney[31]
- Premi distintivi dell'anno della MEF High School
  - 2013: Vincitore come Attore più illustre per il film Kelebeğin Rüyası[32]
  - 2018: Vincitore come Attore più illustre per la serie Çarpışma[33]
- Premi onorari alla carriera dell'Università Kültür di Istanbul (IKU)
  - 2018: Vincitore come Attore cinematografico più ammirato dell'anno per il film Mio figlio (Hadi be Oğlum)[34]
- Premio GQ Turchia
  - 2016: Vincitore come Miglior attore per la serie Brave and Beautiful (Cesur ve Güzel)[35]
- Premio DORinsight
  - 2018: Vincitore come Miglior attore dell'anno per la serie Çarpışma[36]
- Premio dell'Università Yeditepe
  - 2013: Vincitore come Miglior attore per la serie Kuzey Güney
- Premio della TelevizyonDizisi.com
  - 2013: Vincitore come Miglior attore per la serie Kuzey Güney[37]
  - 2017: Vincitore come Miglior coppia insieme a Tuba Büyüküstün per la serie Brave and Beautiful (Cesur ve Güzel)[38]
- Rivista Sayidaty
  - 2017: Vincitore come Miglior attore per la serie Brave and Beautiful (Cesur ve Güzel)[39]
- Quality of Magazine
  - 2012: Vincitore come Attore con migliori qualità per la serie Kuzey Güney[40]
- Seoul International Drama Award
  - 2017: Candidato come Miglior attore per la serie Brave and Beautiful (Cesur ve Güzel)
- Università Aydin di Istanbul
  - 2009: Vincitore come Miglior attore per la serie Aşk-ı Memnu
- Università di Beykent
  - 2009: Vincitore come Miglior attore per la serie Aşk-ı Memnu
- Università di Galatasaray
  - 2009: Vincitore come Miglior attore per la serie Aşk-ı Memnu
- 2º Premio sul Bosforo
  - 2018: Vincitore come Miglior attore per il film Mio figlio (Hadi be Oğlum)
- 10º Premio dell'Università Tecnica di Yıldız
  - 2011: Vincitore come Miglior attore per la serie Kuzey Güney
- 11º Premio ROTABEST
  - 2012: Vincitore come Miglior attore televisivo dell'anno per la serie Kuzey Güney
- 11º Premio dell'Università Tecnica di Yıldız
  - 2013: Vincitore come Attore televisivo più ammirato per la serie Kuzey Güney
- 13º Premio dell'Università di Galatasaray
  - 2019: Vincitore come Miglior attore televisivo/cinematografico dell'anno per la serie Çarpışma e per il film Mio figlio (Hadi be Oğlum)[41]
- 17º Premio dell'Università Tecnica di Yıldız
  - 2018: Vincitore come Miglior attore dell'anno per la serie Çarpışma
- 18º Premio Sadri Alışık
  - 2013: Vincitore come Attore di maggior successo dell'anno per il film Kelebeğin Rüyası[42]
- 20° ITÜ EMÖS Achievement Awards
  - 2013: Vincitore come Attore di maggior successo dell'anno per la serie Kuzey Güney[43]
- 24º Premio Sadri Alışık
  - 2019: Vincitore come Attore comico di maggior successo dell'anno per il film Organize İşler 2: Sazan Sarmalı[44]
- 44º Premio della Farfalla d'Oro
  - 2017: Vincitore come Creatore di miracoli per la serie Brave and Beautiful (Cesur ve Güzel)
- 46º Premio dell'Associazione dei critici cinematografici turchi
  - 2014: Vincitore come Miglior attore per il film Kelebeğin Rüyası[45]

### Modello
- Best Model of Turkey
  - 2002: Vincitore come Miglior modello della Turchia
- Best Model of the World
  - 2002: Vincitore come Miglior modello del mondo